# Lomatia rufa
Lomatia rufa är en tvåvingeart som först beskrevs av Christian Rudolph Wilhelm Wiedemann 1818.  Lomatia rufa ingår i släktet Lomatia och familjen svävflugor. Inga underarter finns listade i Catalogue of Life.